# EN 71

Una de las especificaciones de la EN 71-6

EN 71 es una Norma Europea que especifica los requisitos de seguridad para los juguetes. El cumplimiento de la norma es un requisito legal para todos los juguetes vendidos en la Unión Europea.
La norma, denominada Seguridad de los juguetes, ha sido publicada en 14 partes:
- EN 71-1: Propiedades mecánicas y físicas
- EN 71-2: Inflamabilidad
- EN 71-3: Migración de ciertos elementos
- EN 71-4: Juegos de experimentos químicos y actividades relacionadas
- EN 71-5: Juguetes químicos distintos de los juegos de experimentos
- EN 71-6: Símbolo gráfico para el etiquetado de advertencia sobre la edad
- EN 71-7: Pinturas de dedos. Requisitos y métodos de ensayo
- EN 71-8: Juegos de actividad para uso doméstico
- EN 71-9: Compuestos químicos orgánicos. Requisitos
- EN 71-10: Componentes químicos orgánicos. Preparación y extracción de muestras
- EN 71-11: Compuestos químicos orgánicos. Métodos de análisis
- EN 71-12: N-Nitrosaminas y sustancias N-nitrosables
- EN 71-13: Juegos de mesa olfativos, kits cosméticos y juegos gustativos
- EN 71-14: Trampolines para uso doméstico